# Seznam slovaških politikov
Seznam slovaških politikov.

## A
Imrich Andrejčák

## B
Karol Bacílek - Alexander Bahurinský - Alojz Baránik - Štefan Barták - Jaroslav Baška - Štefan Bašťovanský - Rudolf Bauer - Miroslav Beblavý - Ján Bečko - L'udovít Benada - Ján Bendík - József Berényi - Anton Beskid - Vasil Biľak - Luboš Blaha - Anton Blažej - Pavol Bolvanský - Ivan Brndiar - Ján Budaj - Béla Bugár - 

## C
Rudolf Chmel - Michal Chudík - Vladimír Clementis - Peter Colotka - Pál Csáky - Andrej Cvínček - Jozef Czápai (Cápay) 

## Č
Marián Čalfa - František Čáp - Samuel Čapó (Csapó) - Zuzana Čaputová - Ján Čarnogurský - Ferdinand Čatloš - Ján Čech - Milan Čič - Konštantin Čulen

## D
Andrej Danko - Pavol David - Štefan Marko Daxner - František Déneš - Ivan Dérer - Ján Drobný - Aleksander Dubček -  Matúš Dula - Ferdinand Ďurčanský - Július Ďuriš - Irena Ďurišová - Ferdinand Ďurčanský - Herbert Ďurkovič - Andrej Ďurkovský - Viktor Duschek - Viktor Dvorčák (Győző Dvorcsák) - František Dvorský - Martin Dzúr - Mikuláš Dzurinda -

## E
Arpád Érsék

## F
Štefan Fábry - Martin Fedor - František Fehér - Robert Fico - Ján Figeľ - Kornel Filo - Gustáv Fleischer - Ivan Frlička - Milan Ftáčnik

## G
Jozef Gajdošík - Fedor Gál - Ľubomír Galko - Ivan Gašparovič - Martin Glváč

## H
Pavol Hamžík - Dalibor Hanes - Štefan Harabin - Eduard Heger - Milan Hladký - Alojz Hlina - Andrej Hlinka - Fedor Hodža - Michal Miloslav Hodža - Milan Hodža - Roman Hofbauer - Ivan Horváth - Jozef Hrdlička - Pavol Hrivnák - Pavol Hrušovský - Jozef Miloslav Hurban - Svetozár Hurban-Vajanský - Gustáv Husák -

## J
L'udovít Jakab - Ignác Janák - Ján Janík (st./ml.?) - Antonín Janoušek - František Jehlička

## K
Rastislav Káčer - Robert Kaliňák - Jozef Kállay - Ladislav Kamenický - Pavol Kanis - Richard Kánya - František Kašický - Peter Kažimír - Jozef Kirschbaum - Andrej Kiska - Jana Kiššová - Ondrej Klokoč - Peter Kmec - Milan Kňažko - Ivan Knotek - Karol Koch - Alois Kolísek - Boris Kollár - Ján Kollár - František Komzala - Ivan Korčok - Marian Kotleba - Belo Kováč - Ján Kováč - Ladislav Kováč - Michal Kováč - Fraňo Kráľ - Zdenka Kramplová - Peter Kresánek - Vladimír Krno - František Kubač - Otomar Kubala - Eduard Kukan - Tóder Kumlik - Ladislav Kurták - Miroslav Kusý - Jozef Kyselý - Martin Kvetko

## L
Miroslav Lajčák - Jozef Lenárt - Jozef Lettrich - Ivan Lexa - Ján Lichner - Daniel Lipšic - Juraj Liška - Martina Lubyová - Matej Lúčan - Jozef Lukačovič

## M
Alexander Mach - Marek Maďarič - Jozef Markuš - Ladislav Martinák - Zuzana Martináková - Karol Martinka - Gabriela Matečná - Igor Matovič - Vladimír Mečiar - Martin Mičura - Jozef Migaš - Vojtech Mihálik - Ivan Mikloš - František Mikloško - Roman Mikulec - Robert Mistrík - Jozef Mjartan - Jozef Mikloško - František Mikloško - Štefan Mokráň - Jozef Moravčík

## N
József Nagy - Ivo Nesrovnal - Katarína Neveďalová - Lucia Nicholsonová - Laco Novomeský -

## O
Ľudovít Ódor - Ľudovít Okánik - Jozef Országh

## P
Vladimír Palko - Pavol Paška - Peter Pellegrini - Ľubomír Petrák - Edita Pfundtner - Ladislav Pittner - Ján Počiatek - Martin Poliačik - Peter Pollák - Ernest Pór - Lev Prchala - Peter Prídavok

## R
Iveta Radičová - Jozef Rajtár - Richard Raši - Štefan Ravasz - Veronika Remišová - Ján Richter - Emil Rigo

## S
Michál Sabolčik - Štefan Sádovský - Denisa Saková - Rudolf Schuster - Karol Sidor - Ján Sitek - Jozef Sivák - Ján Slota - Martin Sokol - Jozef Stank -  Štefan Stehlík - Rudolf Strechaj - Jozef Styk - Richard Sulík - Ernest Sýkora

## Š
Viliam Šalgovič - Maroš Šefčovič - Ján Ševčík - Michal Šimečka - Ivan Šimko - Julián Šimko - Ladislav Šimovič - Martina  Šimkovičová - Ján Široký - Viliam Široký - Karol Šmidke - Ján Šrámek - Vavro Šrobár - Jan Štencl - Anton Štefánek - Milan Rastislav Štefanik - Ľudovít Štúr - Matúš Šutaj Eštok - Milan Šútovec - Dušan Švantner

## T
Jozef Gregor Tajovský - Tomaš Taraba - Jozef (Gašpar) Tiso - Štefan Tiso - Pavol Tomáš - Michal Truban - Vojtech (Lazár "Béla") Tuka

## U
Ján Ursíny -

## V
Miroslav Válek - Ján Vanovič - Jozef Varecha - Anton Vasek - Felix Vašečka - Ján Vavrica - Ladislav Vodrážka

## W
Peter Weiss

## Z
Anna Záborská - Roman Zelenay - Emerich Zimmer

## Ž
Michal Žákovič - (Grigorij Žatkovič) - Lucia Žitňanská